# نبيل حسن الفقيه
نبيل حسن الفقيه سياسي يمني من مواليد 1968 ، عمل مديراً لشركة التبغ والكبريت الوطنية  ، استقال من منصبه «وزير للسياحة» في 19 مارس 2011 بعد مجزرة جمعة الكرامة خلال ثورة الشباب اليمنية.، عين وزيراً للخدمة المدنية في 8 أغسطس 2018.

## سيرة
ولد ونشأ في صنعاء، التحق بكلية التجارة والاقتصاد؛ وعلى البكالوريوس في 1991م، حصل على دبلومين عاليين في إدارة الطيران التجاري، وإدارة الأعمال عام 2002م، ثم حصل على ماجستير في التسويق.
شغل عددًا من الوظائف في الخطوط الجوية اليمنية، حيث تعيّن عام 1988م ضابط مبيعات، ثم مديرًا للمنظمة الدولية عام 1996م، ثم مديرًا للتنسيق التجاري عام 1998، ثم مديرًا لمنطقة صنعاء عام 1999، ثم مدير دائرة التسويق والمبيعات في العام التالي، ثم وكيلاً لوزارة الثقافة والسياحة عام 2004م، ثم وزيرًا للسياحة عام 2006م حتى 2011.
من ثم شغل منصب رئيس مجلس إدارة شركة كمران للصناعة والاستثمار ما بين عامي 2012-2014م.
وصدر قرار صدور قرار جمهوري بتعيينه رئيس للهيئة العامة للطيران عام 2015.
كما شغل منصب الرئيس التنفيذي لمجلس رجال الأعمال اليمنيين في الخارج في عام 2017م.
وصدر قرار جمهوري بتعيينه وزير للخدمة المدنية والتأمينات في عام 2018م.